# Jarosław Darnikowski
Jarosław Darnikowski (ur. 3 lipca 1971 w Pabianicach) – polski koszykarz, występujący na pozycji skrzydłowego,  reprezentant Polski.
Był koszykarzem Startu Łódź, Spartakusa Jelenia Góra, Stali Stalowa Wola, Księżaku Łowicz, Rodex Białystok, AZS Elany Toruń, Prokomu Trefla Sopot, Stali Ostrów Wielkopolski, Komfortu Stargard Szczeciński. Z Prokomem zdobywał medale mistrzostw Polski, znajdował się także wśród zdobywców krajowego Pucharu (2000, 2001). Z reprezentacją Polski brał udział w ME 97 (7. miejsce).

## Osiągnięcia
Na podstawie, o ile nie zaznaczono inaczej.
Klubowe
- 2-krotny brązowy medalista mistrzostw Polski (2001, 2002)
- 2-krotny zdobywca Pucharu Polski (2000, 2001)
- Finalista Pucharu Polski (1996)

Reprezentacja
- Uczestnik mistrzostw Europy:
  - 1997 – 7. miejsce
  - U–18 (1990)